# Laniarius mufumbiri
El bubú de los papiros (Laniarius mufumbiri) es una especie de ave paseriforme de la familia Malaconotidae propia de África Oriental.

## Distribución y hábitat
Se lo encuentra en Burundi, el este de la República Democrática del Congo, Kenia, Ruanda, Tanzania, y Uganda.
Posee requerimientos muy específicos de hábitat, habitando solo en humedales donde crezcan papiros.

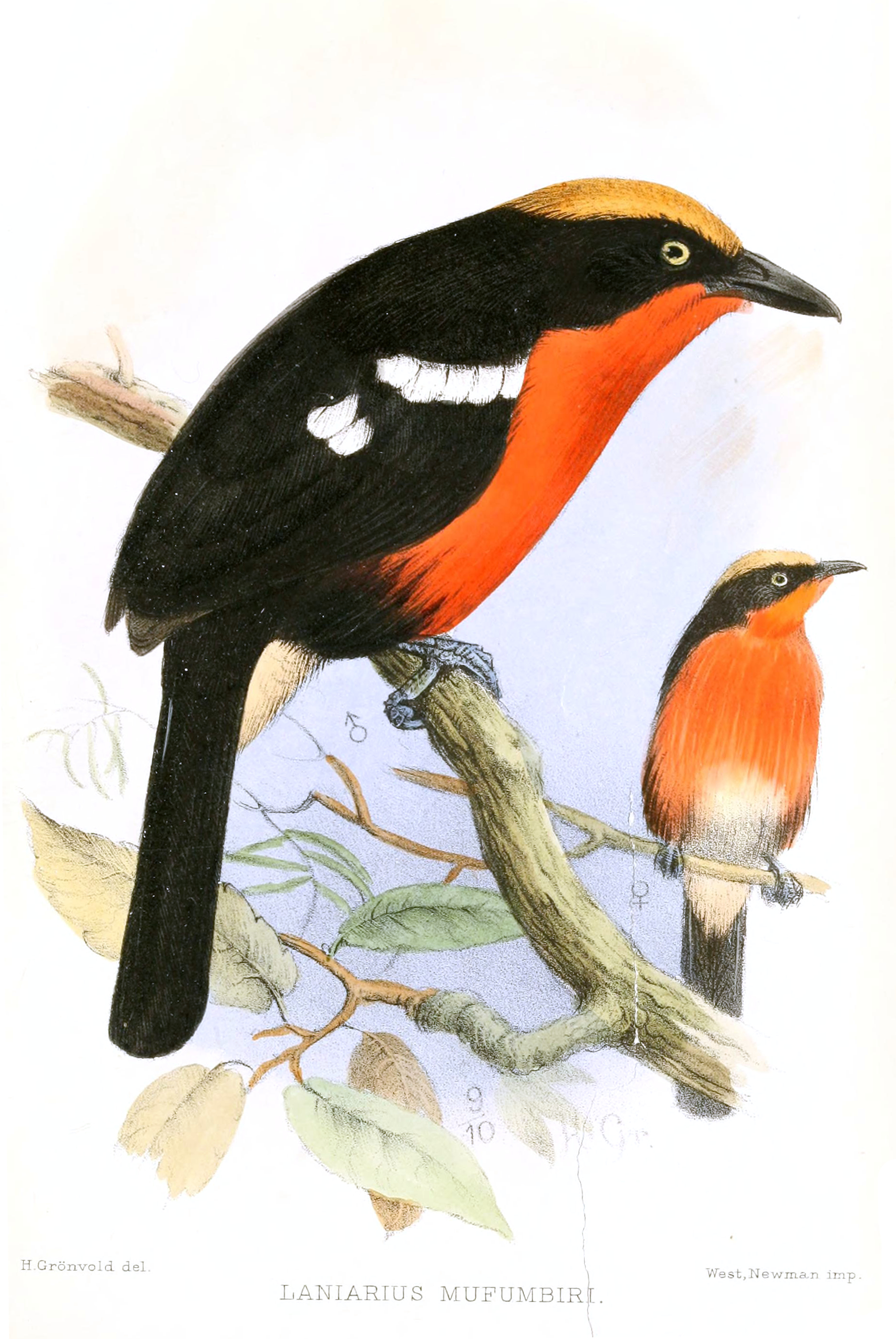